# 500-ih pr. Kr.
1. tisućljeće pr. Kr.
◄ | 7. stoljeće pr. Kr. | 6. stoljeće pr. Kr. | 5. stoljeće pr. Kr.► | 
◄ | 530-ih pr. Kr. | 520-ih pr. Kr. | 510-ih pr. Kr. | 500-ih pr. Kr. | 490-ih pr. Kr. | 480-ih pr. Kr. | 470-ih pr. Kr. | ►
509. pr. Kr. | 508. pr. Kr. | 507. pr. Kr. | 506. pr. Kr. | 505. pr. Kr. | 504. pr. Kr. | 503. pr. Kr. | 502. pr. Kr. | 501. pr. Kr. | 500. pr. Kr.

## Glavni događaji
- 509. pr. Kr. - 13. rujna, na Rujanske ide posvećenje Jupiterovog hrama na rimskom Kapitolu.
- 508. pr. Kr. - U Rimu kreirana funkcija Pontifex maximus.
- 508. pr. Kr. - Klisten reorganizira Atenu. Uvodi deme, lokalne jedinice koje služe kao temelj političkog sistema. Deme su bile podijeljene na deset plemena, koja su činila vezu između dema i centralne vlasti, formiranu od skupštine i novog savjeta s 500 članova.
- 507. pr. Kr. - Klisten preuzima vlast u Ateni i osnažuje demokraciju.
- 506. pr. Kr. - Bitka kod Bojua u Kini. Snage Države Wu pod komandom Sun Cua pobjeđuju snage države Chu, uništavaju njen glavni grad Ying i tjeraju kralja Jinga u bijeg.
- 505. pr. Kr. - Izabran prvi par rimskih konzula.
- 502. pr. Kr. - 4. prosinca, Pomrčina Sunca u Egiptu. Datum izračunat u moderno doba, nema podataka o tadašnjim osmatranjima.
- 502. pr. Kr. - Latinski savez pobjeđuje Etruščane pod kraljem Lars Porsenom kod Aricije.
- 502. pr. Kr. - Naksos diže pobunu protiv perzijske dominacije što predstavlja početak Jonskog ustanka.
- 501. pr. Kr. - Perzija napada Naksos.
- 501. pr. Kr. - Kao odgovor na prijetnje Sabinjana, Rim stvara funkciju diktatora.
- 501. pr. Kr. - Konfucije postaje guverner Chung-tua.
- 501. pr. Kr. (procjena) - Kartaga osvaja Gadir, današnji Cádiz.
- 500. pr. Kr. (procjena) - Izbjeglice s Teosa ponovno naseljavaju Abderu.
- 500. pr. Kr. - Darije I. proglašava aramejski službenim jezikom zapadne polovice svog carstva.
- 500. pr. Kr. - Završetak civilizacije nordijskog brončanog doba prema periodizaciji Oscara Monteliusa i početak Predrimskog željeznog doba.
- 500. pr. Kr. - Osnovana prva republika u Vaishaliju, u današnjoj indijskoj državi Bihar.
- 500. pr. Kr. - Svjetsko stanovništvo dostiže broj od 100 000 000.
- 500. pr. Kr. (procjena) - Vulka izrađuje statuu Apolona iz Vejia, iz hrama Portonaccio, koja se danas čuva u Nacionalni etruščanskom muzeju u Rimu.
- oko 500. pr. Kr. Leukip prvi dolazi na pomisao o atomu

## Istaknute ličnosti
- Heraklit, grčki filozof
- Siddharta Gautama, utemeljitelj budizma
- Pitagora, grčki matematičar